# Martina Fidanza
Martina Fidanza (Ponte San Pietro, 5 de noviembre de 1999) es una deportista italiana que compite en ciclismo en las modalidades de pista y ruta.
Ganó cinco medallas en el Campeonato Mundial de Ciclismo en Pista, en los años 2021 y 2024, y nueve medallas en el Campeonato Europeo de Ciclismo en Pista entre los años 2020 y 2025. En los Juegos Europeos de Minsk 2019 obtuvo una medalla de plata en la carrera de scratch.
Participó en los Juegos Olímpicos de París 2024, ocupando el cuarto lugar en la prueba de persecución por equipos.

## Medallero internacional
| Campeonato Mundial | Campeonato Mundial       | Campeonato Mundial | Campeonato Mundial      |
| Año                | Lugar                    | Medalla            | Competición             |
| ------------------ | ------------------------ | ------------------ | ----------------------- |
| 2021               | Roubaix (Francia)        | Medalla de oro     | Scratch                 |
| 2021               | Roubaix (Francia)        | Medalla de plata   | Persecución por equipos |
| 2022               | Saint-Quentin (Francia)  | Medalla de oro     | Scratch                 |
| 2022               | Saint-Quentin (Francia)  | Medalla de oro     | Persecución por equipos |
| 2024               | Ballerup (Dinamarca)     | Medalla de bronce  | Persecución por equipos |
| Juegos Europeos    |                          |                    |                         |
| Año                | Lugar                    | Medalla            | Competición             |
| 2019               | Minsk (Bielorrusia)      | Medalla de plata   | Scratch                 |
| Campeonato Europeo |                          |                    |                         |
| Año                | Lugar                    | Medalla            | Competición             |
| 2020               | Plovdiv (Bulgaria)       | Medalla de oro     | Scratch                 |
| 2021               | Grenchen (Suiza)         | Medalla de plata   | Persecución por equipos |
| 2022               | Múnich (Alemania)        | Medalla de plata   | Persecución por equipos |
| 2023               | Grenchen (Suiza)         | Medalla de plata   | Persecución por equipos |
| 2024               | Apeldoorn (Países Bajos) | Medalla de oro     | Persecución por equipos |
| 2024               | Apeldoorn (Países Bajos) | Medalla de bronce  | Scratch                 |
| 2025               | Heusden-Zolder (Bélgica) | Medalla de oro     | Scratch                 |
| 2025               | Heusden-Zolder (Bélgica) | Medalla de oro     | Persecución por equipos |
| 2025               | Heusden-Zolder (Bélgica) | Medalla de plata   | 1 km contrarreloj       |

1. 1 2  Compitió en la ronda de clasificación.

## Palmarés
2022
- 1 etapa del Giro de la Toscana-Memorial Michela Fanini

2023
- Ronde de Mouscron

2024
- Gran Premio Mazda Schelkens
- 2 etapas del Tour de Turingia femenino

2025
- Festival Elsy Jacobs en Luxemburgo
- Trofeo Maarten Wynants
- 1 etapa del Baloise Ladies Tour